# Selección de baloncesto de Nigeria
La selección de baloncesto de Nigeria es el equipo formado por jugadores de nacionalidad nigeriana que representa a la Federación de Baloncesto de Nigeria en las competiciones internacionales organizadas por la Federación Internacional de Baloncesto (FIBA) o el Comité Olímpico Internacional (COI): los Juegos Olímpicos, la Copa Mundial de Baloncesto y el AfroBasket.
En marzo de 2021, el organismo rector mundial FIBA clasificó a Nigeria como la mejor nación de baloncesto masculino de África. Después del Torneo Olímpico de Baloncesto Masculino de 2016 en Río, Nigeria ocupó el puesto 16 en el Ranking Mundial FIBA, lo que los convirtió en el mejor escalador en el ranking FIBA de 2015.
Nigeria es la única nación africana que ha vencido a Estados Unidos. Nigeria es también el primer equipo africano en clasificarse para los Juegos Olímpicos a través del Torneo Preolímpico FIBA. Esto se logró en la edición de 2012, cuando Nigeria venció a los equipos de élite mundial de Lituania y Grecia. En 2015, Nigeria ganó su primera corona como campeón de baloncesto de África.
En el año 2021, con una selección formada por 8 jugadores de la NBA, sorprendió en los partidos de preparación a los Juegos Olímpicos ganando a Estados Unidos. La selección nigeriana para los Juegos Olímpicos de Tokio estaba conformada por 8 jugadores nacidos en Estados Unidos, 1 en Canadá y 3 en Nigeria. Los tres jugadores nacidos en Nigeria (Obi Emegano, Josh Okogie y Precious Achiuwa) también se formaron en Estados Unidos. Finalmente no cumplieron con las expectativas generadas, y no pasaron de la fase de grupos en el torneo olímpico de Tokio 2020.

## Plantillas anteriores
- AfroBasket 2009: finalizó 5° de 16 equipos.

Akin Akingbala, Aloysius Anagonye, Chamberlain Oguchi, Deji Akindele, Michael Efevberha, Michael Umeh, Josh Akognon, Ebi Ere, Ejike Ugboaja, Gabe Muoneke, Jayson Obazuaye, Benson Egemonye. Entrenador: John Lucas II
- AfroBasket 2011: finalizó 3°  de 16 equipos.

Solomon Tat, Ime Udoka, Abubakar Usman, Chinedu Onyeuku, Ike Ofoegbu, Michael Umeh, Stanley Gumut, Derrick Obasohan, Ejike Ugboaja, Ezenwa Ukeagu, Jayson Obazuaye, Olumide Oyedeji. Entrenador: Ayo Bakare
- Juegos Olímpicos 2012: finalizó 10° de 12 equipos.

Tony Skinn, Ekene Ibekwe, Ike Diogu, Al-Farouq Aminu, Ade Dagunduro, Chamberlain Oguchi, Koko Archibong, Richard Oruche, Ejike Ugboaja, Derrick Obasohan, Alade Aminu, Olumide Oyedeji. Entrenador: Ayo Bakare
- AfroBasket 2013: finalizó 7° de 16 equipos.

Ben Uzoh, Stan Okoye, Ike Diogu, Al-Farouq Aminu, Jamal Olasewere, Derrick Obasohan, Gani Lawal, Richard Oruche, Andy Ogide, Stanley Gumut, Alade Aminu, Olumide Oyedeji. Entrenador: Ayo Bakare
- AfroBasket 2015: finalizó 1°  de 16 equipos.

Ben Uzoh, Michael Umeh, Ike Diogu, Al-Farouq Aminu, Jamal Olasewere, Chamberlain Oguchi, Stan Okoye, Andy Ogide,  Michael Gbinije, Shane Lawal, Alade Aminu, Olumide Oyedeji. Entrenador: Will Voigt
- Juegos Olímpicos 2016: finalizó 11° de 12 equipos.

Ike Diogu, Chamberlain Oguchi, Alade Aminu, Ekene Ibekwe, Michael Umeh, Stan Okoye, Ben Uzoh, Josh Akognon, Michael Gbinije, Ebi Ere, Andy Ogide y Shane Lawal. Entrenador: Will Voigt
- AfroBasket 2017: finalizó 2°  de 16 equipos.

Bryant Mbamalu, Ike Iroegbu, Kelechi Anuna, Anthony Odunsi, Azuoma Dike, Akin Akingbala, Ike Diogu, Deji Akindele, Abdul Yahaya, O'Karo Akamune, Daniel Ochefu, Ike Nwamu. Entrenador: Alexander Nwora
- Copa Mundial 2019: finalizó 17° de 32 equipos.

Ike Iroegbu, Ben Uzoh, Stan Okoye, Ike Diogu, Al-Farouq Aminu, Ekpe Udoh, Chimezie Metu, Talib Zanna, Josh Okogie, Gabe Vincent, Jordan Nwora, Micheal Eric. Entrenador: Alexander Nwora
- Juegos Olímpicos 2020: finalizó 10° de 12 equipos.

Josh Okogie, Gabe Vincent, KZ Okpala, Jahlil Okafor, Precious Achiuwa, Miye Oni, Jordan Nwora Chimezie Metu, Ike Nwamu, Obi Emegano, Ekpe Udoh, Caleb Agada. Entrenador: Mike Brown
- AfroBasket 2021: finalizó 12° de 16 equipos.

Jordan Ogundiran, Ben Emelogu, Daniel Utomi, Emmanuel Omogbo, Ikenna Ndugba, Ibe Agu, Jeremiah Mordi, Tarekeyi Edogi, Victor Koko, Celestine Nwafor, Ikechukwu Benjamin, Stephen Domingo. Entrenador: Mike Brown

## Entrenadores
| - Vladislav Lučić: 1975–1980 - Sam Vincent: 2004–2006 - Sani Ahmed: 2006 - Robert McCullum: 2007 |  | - John Lucas II: 2009 - Sani Ahmed: 2010 / 2013 - Ayo Bakare: 2011–2014 - William Voigt: 2015–2017 |  | - Alexander Nwora: 2017–2019 - Mike Brown: 2020–2022 - Alan Major: 2022–act. |

## Historial

### Copa Mundial
Resultado General: 37.º puesto
| Copa Mundial de Baloncesto |
| --- |
| - 1950: No calificó - 1954: No calificó - 1959: No calificó - 1963: No calificó - 1967: No calificó - 1970: No calificó - 1974: No calificó - 1978: No calificó - 1982: No calificó - 1986: No calificó - 1990: No calificó - 1994: No calificó - 1998: 13° Lugar - 2002: No calificó - 2006: 14° Lugar - 2010: No calificó - 2014: No calificó - 2019: 17° Lugar - 2023: No calificó - 2027: TBD |

### Juegos Olímpicos
| Baloncesto en los Juegos Olímpicos |
| --- |
| - Berlín 1936: No calificó - Londres 1948: No calificó - Helsinki 1952: No calificó - Melbourne 1956: No calificó - Roma 1960: No calificó - Tokio 1964: No calificó - México 1968: No calificó - Múnich 1972: No calificó - Montreal 1976: No calificó - Moscú 1980: No calificó - Los Ángeles 1984: No calificó - Seúl 1988: No calificó - Barcelona 1992: No calificó - Atlanta 1996: No calificó - Sídney 2000: No calificó - Atenas 2004: No calificó - Pekín 2008: No calificó - Londres 2012: 10° Lugar - Río 2016: 11° Lugar - Tokio 2020: 10° Lugar - París 2024: No calificó |

### AfroBasket
| Afrobasket | Afrobasket       | Afrobasket | Afrobasket        | Afrobasket | Afrobasket        |
| ---------- | ---------------- | ---------- | ----------------- | ---------- | ----------------- |
| 1962:      | No calificó      | 1964:      | No calificó       | 1965:      | No calificó       |
| 1968:      | No calificó      | 1970:      | No calificó       | 1972:      | 12° Lugar         |
| 1974:      | No calificó      | 1975:      | No calificó       | 1978:      | 6° Lugar          |
| 1980:      | 11° Lugar        | 1981:      | No calificó       | 1983:      | No calificó       |
| 1985:      | 7° Lugar         | 1987:      | 8° Lugar          | 1989:      | No calificó       |
| 1992:      | 5° Lugar         | 1993:      | No calificó       | 1995:      | Medalla de bronce |
| 1997:      | Medalla de plata | 1999:      | Medalla de plata  | 2001:      | 5° Lugar          |
| 2003:      | Medalla de plata | 2005:      | Medalla de bronce | 2007:      | 5° Lugar          |
| 2009:      | 5° Lugar         | 2011:      | Medalla de bronce | 2013:      | 7° Lugar          |
| 2015:      | Medalla de oro   | 2017:      | Medalla de plata  |            |                   |

## Palmarés
- AfroBasket:
  -   Campeón (1): 2015
  -  Subcampeón (4): 1997, 1999, 2003, 2017
  -  Tercer lugar (3): 1995, 2005, 2011

- Juegos Panafricanos:
  -   Campeón (1): 2011
  -  Tercer lugar (5): 1995, 1999, 2003, 2007, 2015

- Copa Continental Stankovic:
  -  Tercer lugar (2): 2013, 2016